# Швагмайер, Алисон
Алисон «Али» Швагмайер (англ. Alison "Ali" Schwagmeyer; род. 31 июля 1990 года в Куинси, штат Иллинойс, США) — американская профессиональная баскетболистка, которая выступала в женской национальной баскетбольной лиге. На драфте ВНБА 2012 года не была выбрана ни одной из команд. Играла на позиции атакующего защитника и лёгкого форварда.

## Ранние годы
Алисон родилась 31 июля 1990 года в городе Куинси (штат Иллинойс) в семье Майка и Шерри Швагмайер, у неё есть брат, Кори, и три сестры, Лори, Ким и Энджи, а училась она немного восточнее в деревне Камп-Пойнт в Центральной средней школе, в которой выступала за местную баскетбольную команду.